# Lubriano

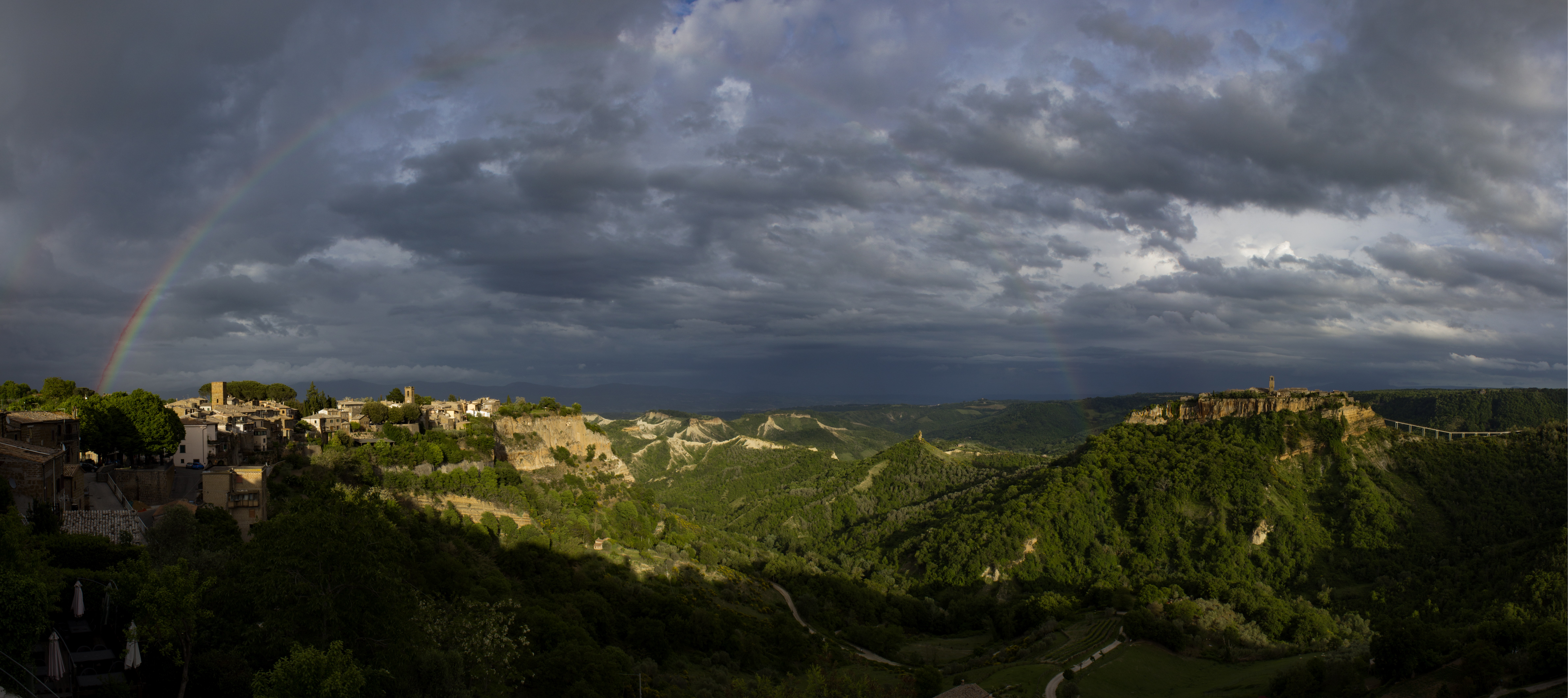
Veduta panoramica dalla Chiesa della Madonna del Poggio. Da sinistra verso destra Lubriano, la Valle dei Calanchi e Civita di Bagnoregio.

Lubriano è un comune italiano di 855 abitanti della provincia di Viterbo nel Lazio, situato sulle colline che fanno da confine con l'Umbria.

## Geografia fisica

### Territorio
Il comune di Lubriano si estende in una zona collinare, compresa tra la valle del Tevere, a est, e il Lago di Bolsena a ovest. L'altitudine del suo territorio è compresa tra 581 e 165 m s.l.m., mentre il paese è arroccato su un'alta rupe tufacea a un'altitudine di 441 metri. Tutto il lato sud del territorio comunale è affacciato con alte rupi sulla valle dei Calanchi, dove lo scorrere del Fosso di Lubriano segna il confine naturale con il comune di Bagnoregio. Nella parte centrale e settentrionale del territorio si distende invece un altopiano, più o meno ondulato, ricco di campi coltivati e boschi, ultimo lembo sud orientale dell'altopiano dell'Alfina.

### Clima
- Classificazione climatica: zona E, 2203 GR/G

## Storia

### Periodo preistorico e preetrusco
Sicuramente il territorio venne abitato sin dalla Preistoria. Ne sono testimonianza alcuni ritrovamenti consistenti in utensili in selce, quali raschiatoi o punte di lame o frecce. Inoltre, negli anni '80 del secolo scorso, in Loc. Santo Stefano, venne individuato un piccolo villaggio dell'età del Bronzo, sorto su un percorso di transumanza che dall'Appennino conduceva al mare Tirreno.

### Periodo etrusco
Durante il periodo etrusco, Lubriano e il suo territorio facevano parte dello stato di Volsinii, attuale Orvieto. A testimoniare la presenza etrusca sul territorio vi sono alcune tombe, molte riutilizzate come stalle e rimesse, una tagliata (strada incassata nel banco tufaceo), e una fitta rete di cunicoli con funzione di acquedotto. Sul finire dell'Ottocento in Loc. Cantolla venne alla luce una ricca tomba di età ellenistica con un ricco corredo funerario, tra cui tre specchi di bronzo. Recentissime scoperte, ancora in fase di indagine e valutazione da parte della Soprintendenza per i Beni Culturali dell'Etruria Meridionale, in collaborazione con il locale gruppo archeologico, hanno portato all'individuazione di una necropoli etrusca; i lavori di indagine del sito sono in corso di esecuzione, ma è possibile rintracciare la presenza di diverse tombe a camera, ma soprattutto una struttura di tomba a dado, estremamente rara in area volsiniese.

### Periodo romano
Con la caduta di Volsinii, attuale Orvieto, nel 265 a.C., la zona di Lubriano passò sotto l'egemonia romana. La zona venne ampiamente e intensamente colonizzata a scopi agricoli. Una fitta rete di strade collegava il territorio lubrianese ai guadi e ai porti fluviali del Tevere, che scorre solo a una decina di chilometri a est, e quindi a Roma. Ne sono testimonianza i numerosi resti sul terreno di materiale fittile e resti di strutture, riferibili ai numerosi insediamenti produttivi, più o meno ricchi che costellavano il territorio. Alla fine del 1892 vennero inoltre rinvenute sepolture di epoca romana in Località Cantolla. Un reperto di notevole importanza è un cippo funerario che fece fare tal TVLLIVS CORNELIANVS per la moglie OPTATE SABINAE. Rinvenuto in Località Fontana Vecchia è conservato all'interno della chiesa Parrocchiale di San Giovanni Battista.

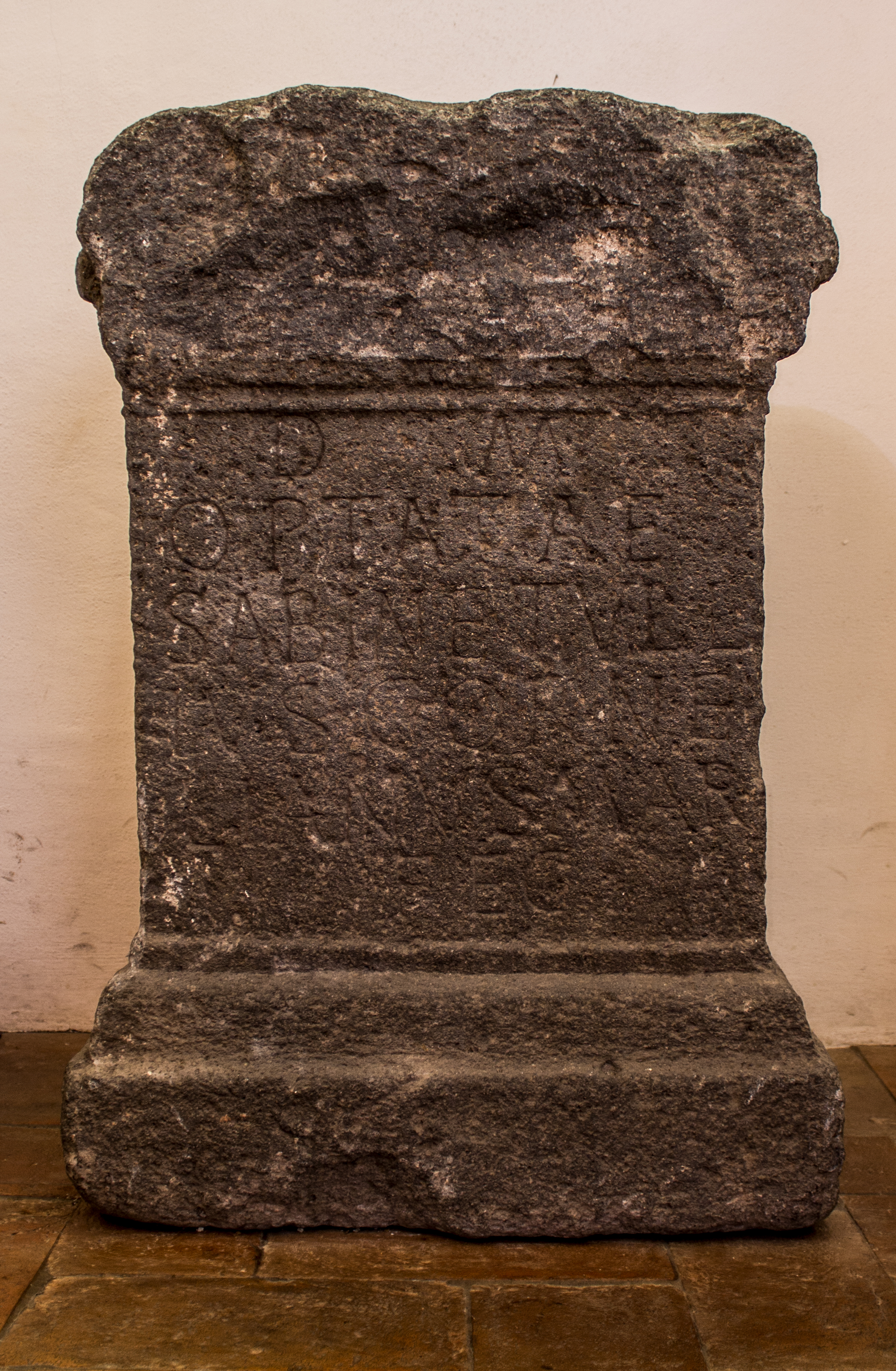
Cippo funerario di epoca romana, conservato nella chiesa di San Giovanni Battista.

### Periodo tardo antico
Con la caduta dell'impero romano e il susseguirsi delle invasioni barbariche, la zona decadde. Così gli insediamenti agricoli vennero abbandonati e gli abitanti si unirono e si raggrupparono nei luoghi più inaccessibili e meglio difendibili, come appunto il luogo su cui sorge Lubriano, e sul luogo ove sorge il castello di Seppie. Il territorio, vide la dominazione dei Goti, e qui imperversò la guerra greco-gotica tra questi e i Bizantini. È appunto a questo periodo che si vuole far risalire la fondazione del castello di Seppie. Seguì poi la dominazione longobarda che fu quella che meglio si integrò con le popolazioni già presenti.

### Simboli

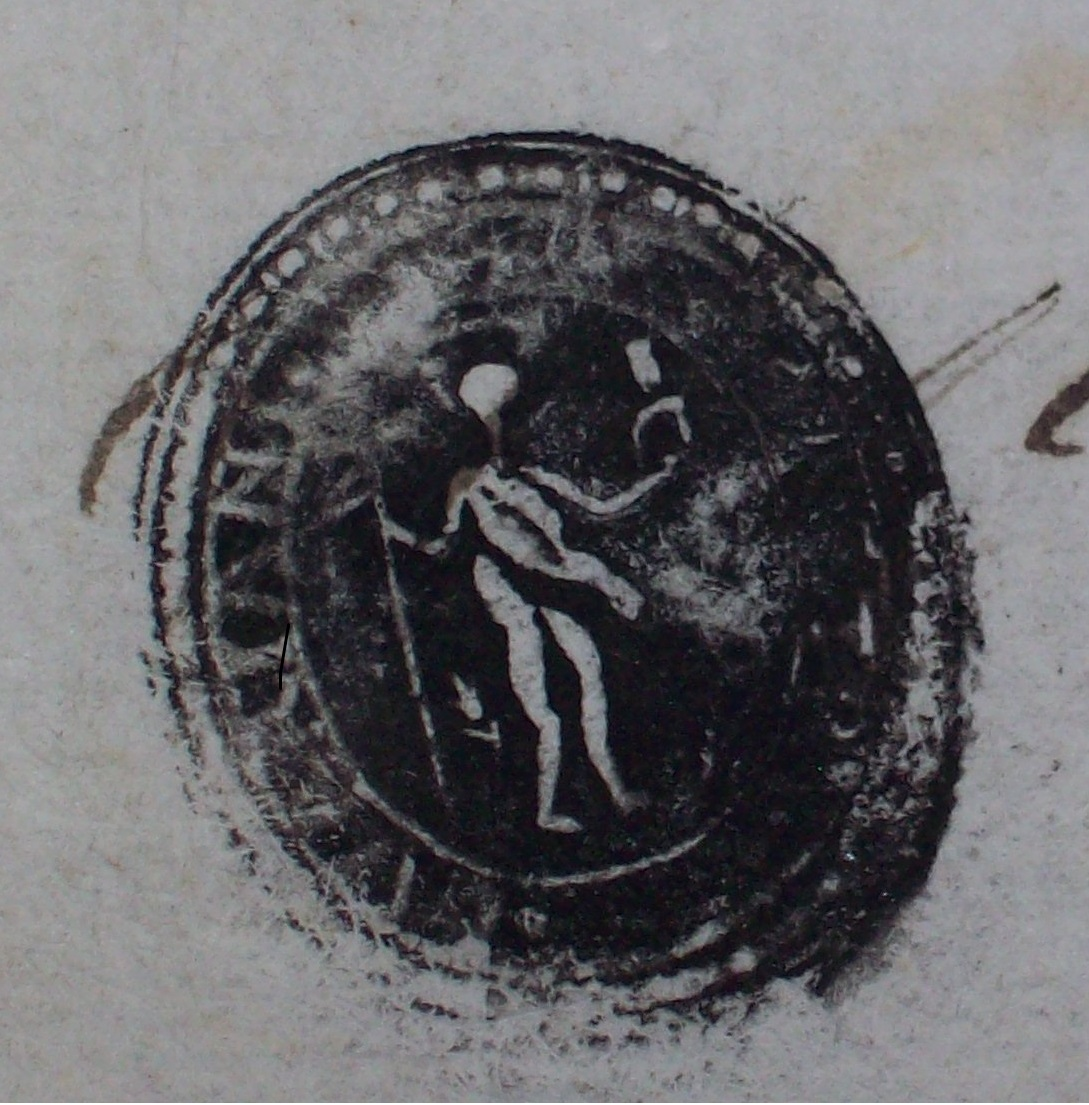
Antico sigillo del Comune di Lubriano (inizi '700).

Lo stemma lubrianese raffigura il pastorello san Procolo (di cui si parlerà più avanti) addossato a una quercia tenente con la mano destra una verga da pastore e con la sinistra un castello a tre torri segno di protezione sul paese. La più antica rappresentazione dell'attuale stemma è rintracciabile in alcuni documenti conservati presso l'archivio vescovile di Bagnoregio, risalente ai primi del Seicento.

Stemma del comune di Lubriano

Lo stemma è stato riconosciuto con decreto ministeriale del 20 giugno 1891.
Il gonfalone è un drappo di rosso.

## Monumenti e luoghi d'interesse
Il paese è disteso longitudinalmente su un alto promontorio tufaceo che si inoltra nella valle dei calanchi. Il centro storico segue linearmente l'andamento del promontorio tufaceo su cui Lubriano sorge. Al centro di esso si apre l'ariosa Piazza San Giovanni Battista, il salotto di Lubriano, affacciata a balcone sulla valle e sulla veduta di Civita di Bagnoregio. Su questa si affacciano la chiesa di San Giovanni Battista e il palazzo Monaldeschi (già Bourbon del Monte), esempio di barocco locale. Ricchi di fascino e molto caratteristici sono i piccoli vicoli, gli archi, le scalette e le piccole piazzette che si aprono nei vari quartieri medioevali, come, l'Ortale (dove sorge l'antica torre medievale) e lo Scenditoio. Dai suoi numerosi affacci si può godere di ampie visuali sulla Valle dei Calanchi e su Civita di Bagnoregio. Poco fuori dal centro storico si trova il santuario dedicato alla Madonna del Poggio, altro delizioso esempio di arte barocca.

### Architetture religiose
Chiesa di San Giovanni Battista Decollato

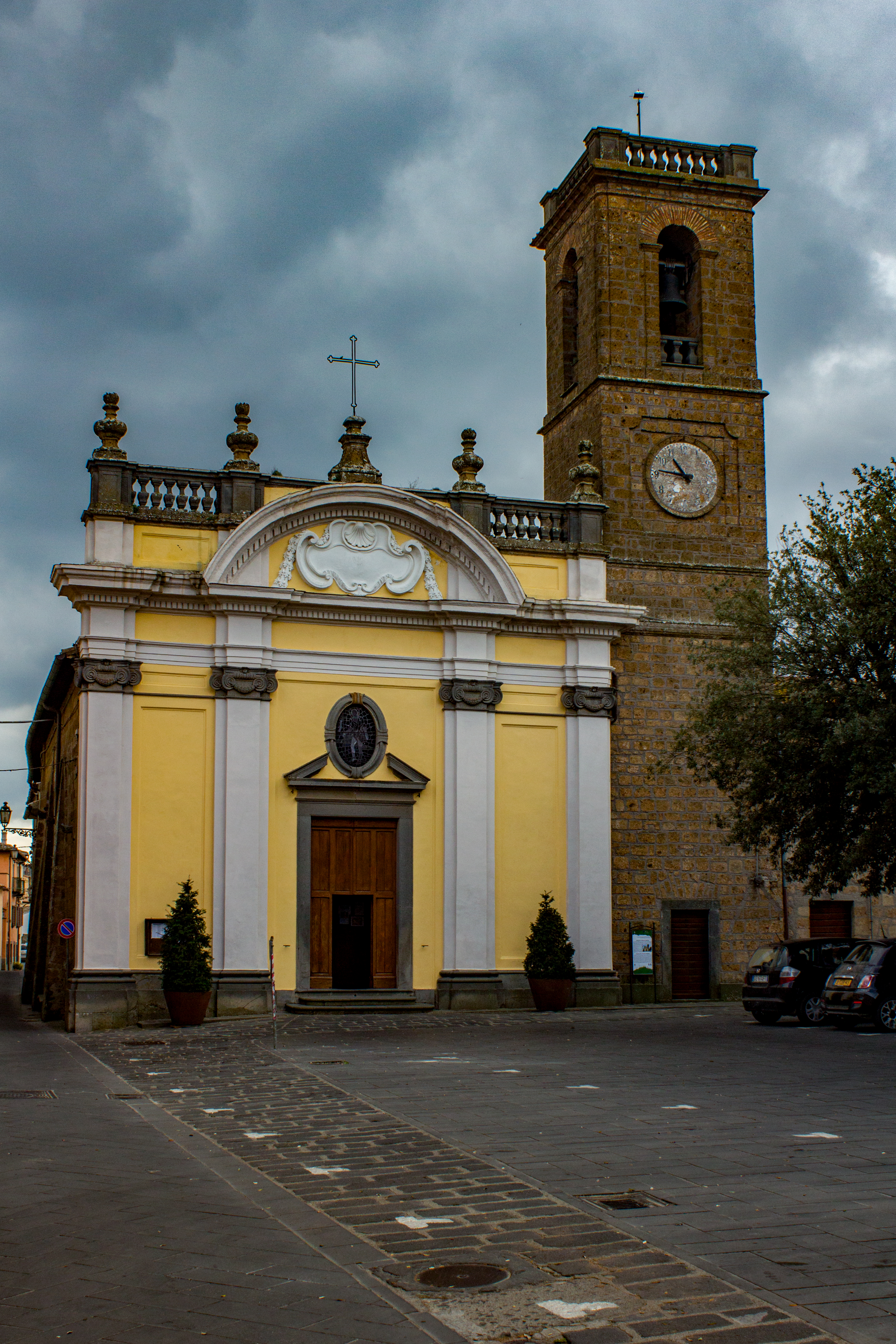
Chiesa di San Giovanni Battista Decollato, veduta esterna dall'omonima piazza.

La chiesa parrocchiale di Lubriano, dedicata a San Giovanni Battista Decollato, sorge pressoché al centro del nucleo antico del paese e chiude a est con la sua facciata barocca e il suo snello campanile, l'ariosa omonima Piazza, donandole, insieme con il Palazzo Feudale, anch'esso in stile barocco. La piazza, come altri punti, si affaccia a balcone sull'alto strapiombo, e da qui si può avere un'ampia visuale sulla vallata, su Civita di Bagnoregio e sulla prima parte del centro storico, dove svetta la Torre Medievale. Le origini della chiesa si perdono nel tempo. Un primo edificio di culto risalirebbe al periodo longobardo, come testimonia il ritrovamento, durante gli ultimi lavori di restauro di diverse sepolture longobarde e delle strutture perimetrali della parte absidale, al di sotto dell'attuale pavimento, coeve. Un documento risalente all'anno 824, testimonia la compravendita di vari terreni da parte dell'Abbazia del SS Salvatore del Monte Amiata nel territorio di Lubriano, e tra i firmatari dell'atto figura un Domnolinus chierico della chiesa del "Vicus Cimmerianus". Identificando l'abitato di Lubriano con il Vicus Cimmerianus del documento, ed essendoci un chiericus, ovvero un sacerdote, appare chiara la presenza in sito di un nucleo ecclesiastico, comprovato fra l'altro dai ritrovamenti, e dalla presenza all'interno dell'attuale chiesa, di sculture a intreccio tipiche del periodo Longobardo - Carolingio. Agli inizi del 1100 venne eretta, la nuova chiesa dedicata a San Giovanni Battista, in aderenza, o comunque in sostituzione della vecchia costruzione, che scomparve. La chiesa di San Giovanni Battista crebbe d'importanza, seppur un vuoto di notizie porta agli inizi del 1500, quando aveva il titolo di collegiata. Ampliata e rimaneggiata a più riprese, con la realizzazione delle cappelle laterali, e degli altari posti nella parete nord si arriva al XVIII secolo. Fortemente danneggiata dal terremoto del 1695, venne restaurata e venne realizzata la nuova facciata in stile Barocco, molto probabilmente opera di Giovanni Battista Gazzale (al tempo autore del rifacimento del Palazzo Feudale e della nuova chiesa della Madonna del Poggio). Venne riparato anche il campanile, ma lo stesso subirà a breve una triste sorte. Nella metà del 1800 questo, colpito e danneggiato da un fulmine, cadde in rovina. Incaricato dall'allora parroco don Crispino Catteruccia, l'architetto orvietano Paolo Zampi, progettò l'attuale torre campanaria, realizzata nella seconda metà dell'Ottocento. L'interno semplice, ma di scuro effetto, si rifà all'architettura romanica. Una sola navata scandita da grandi arcate suddividono l'ambiente in 4 campate nell'ultima delle quali trova posto il presbiterio rialzato.

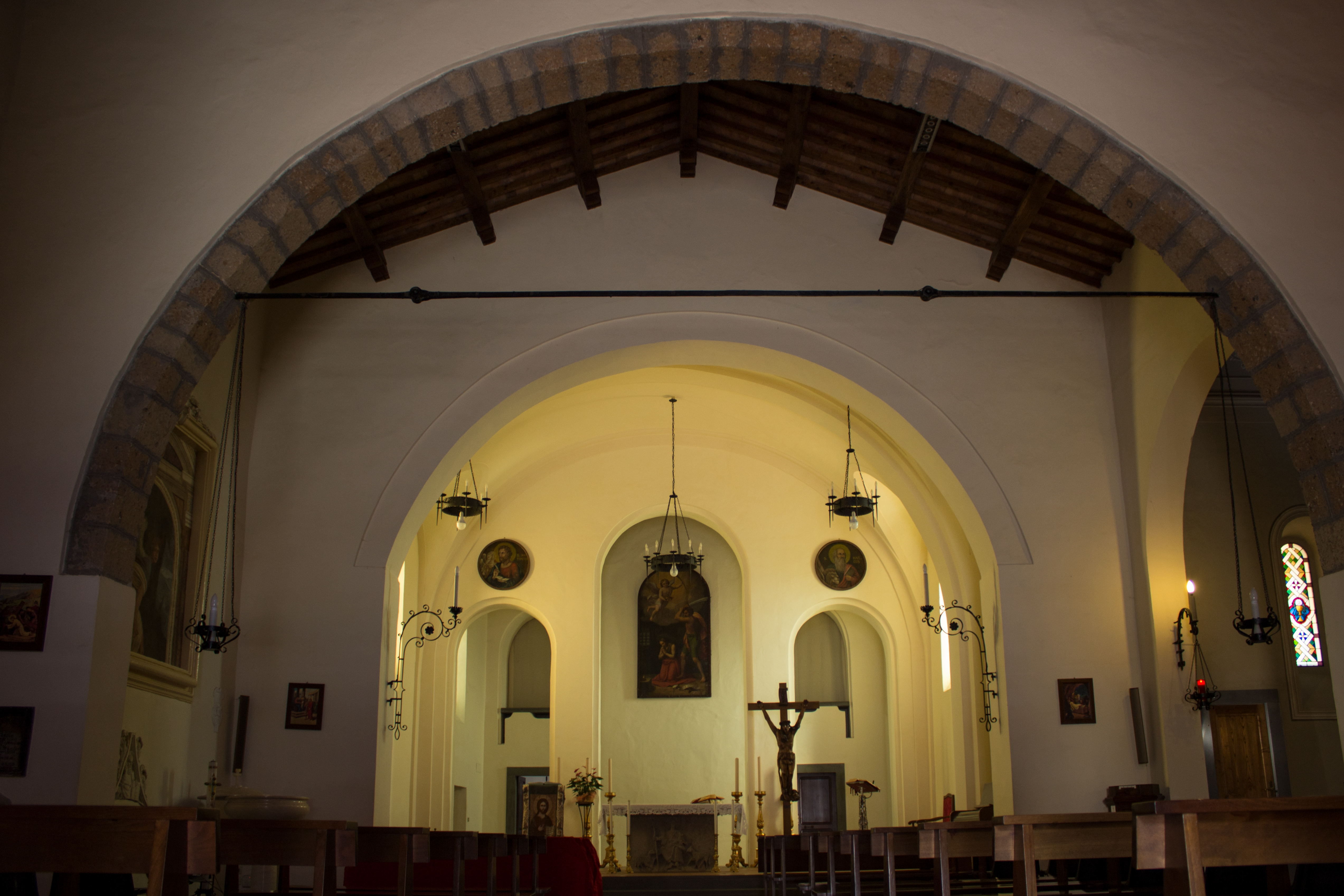
Interno della Chiesa di San Giovanni Battista.

 Tre grossi fornici, aperti negli anni '30 del secolo scorso, collegano quest'ultimo con la parte absidale e con la sagrestia. La copertura è a tetto con travi in legno, sorretto dalle arcate prima descritte. Nella parte absidale invece la copertura poggia su una volta a botte. Nella parete meridionale si aprono, nella seconda e terza campata due cappelle. La prima cappella è dedicata alla Madonna del Rosario. Sotto l'altare vi è collocato il simulacro con i resti del pastorello San Procolo. La seconda è dedicata al SS Sacramento. Nella parete settentrionale si trovavano un tempo altri altari. Uno era dedicato all'Angelo Custode e un altro a San Carlo. All'interno della chiesa troviamo diverse opere d'arte di notevole interesse. Nella cappella della Madonna del Rosario una grande pala seicentesca raffigurante la deposizione dalla Croce. L'opera risulta una copia della Pietà con san Francesco e Maria Maddalena di Annibale Carracci, probabilmente eseguita da un allievo della sua nutrita scuola (un'altra copia si trova nella vicina Orvieto). Una pregevolissima annunciazione, pala dell'altare della scomparsa chiesa dell'Annunziata presso il monastero di Santa Maria in Suntina, è stata riportata all'antico splendore da un curatissimo e recente restauro. L'opera stata attribuita a Girolamo Troppa e risale alla seconda metà del 1600. L'opera, prima del restauro conservata nella cappella del Santissimo Sacramento, dopo il restauro è stata inserita nella cornice in stucco settecentesca, presente nella parete nord della navata ove un tempo era l'altare di San Carlo.

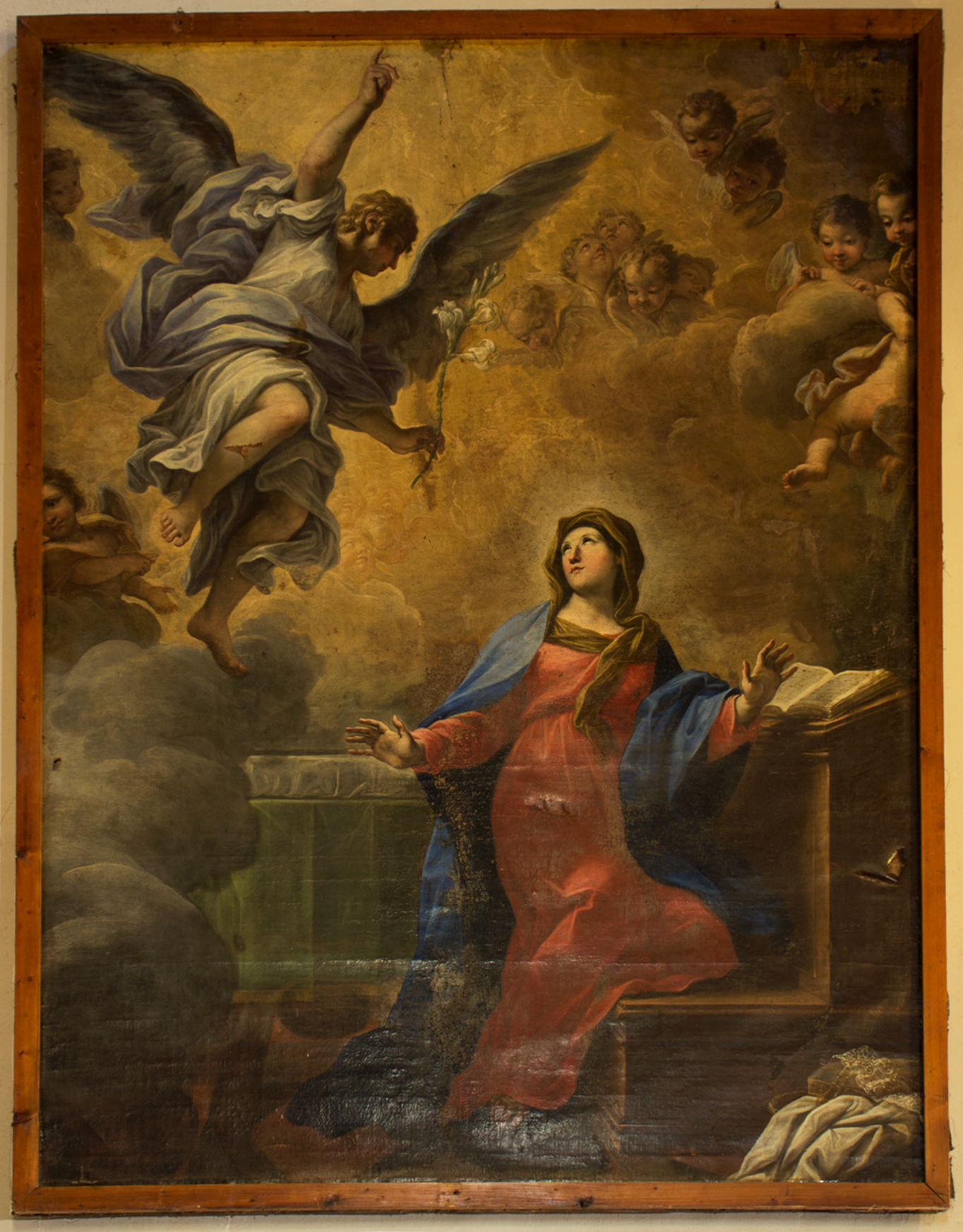
L'annunciazione.

 La pala dell'altare maggiore raffigura la decapitazione del Battista.

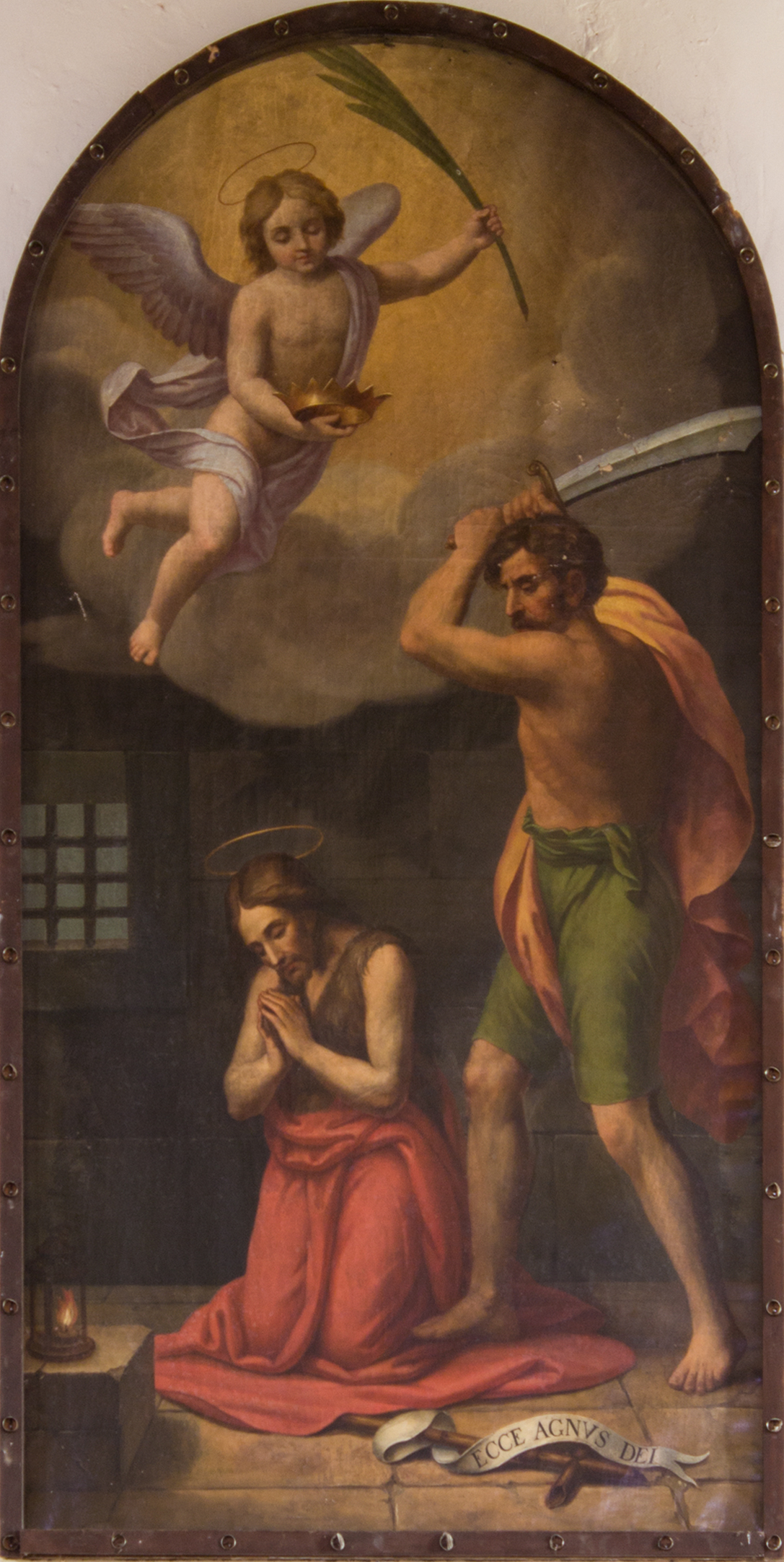
La decapitazione del Battista.

 Molto interessante risulta un ciclo di affreschi votivi recentemente restaurati, raffiguranti San Martino I Papa, San Paolo Apostolo, Sant'Andrea Apostolo e un San Giovanni Battista.

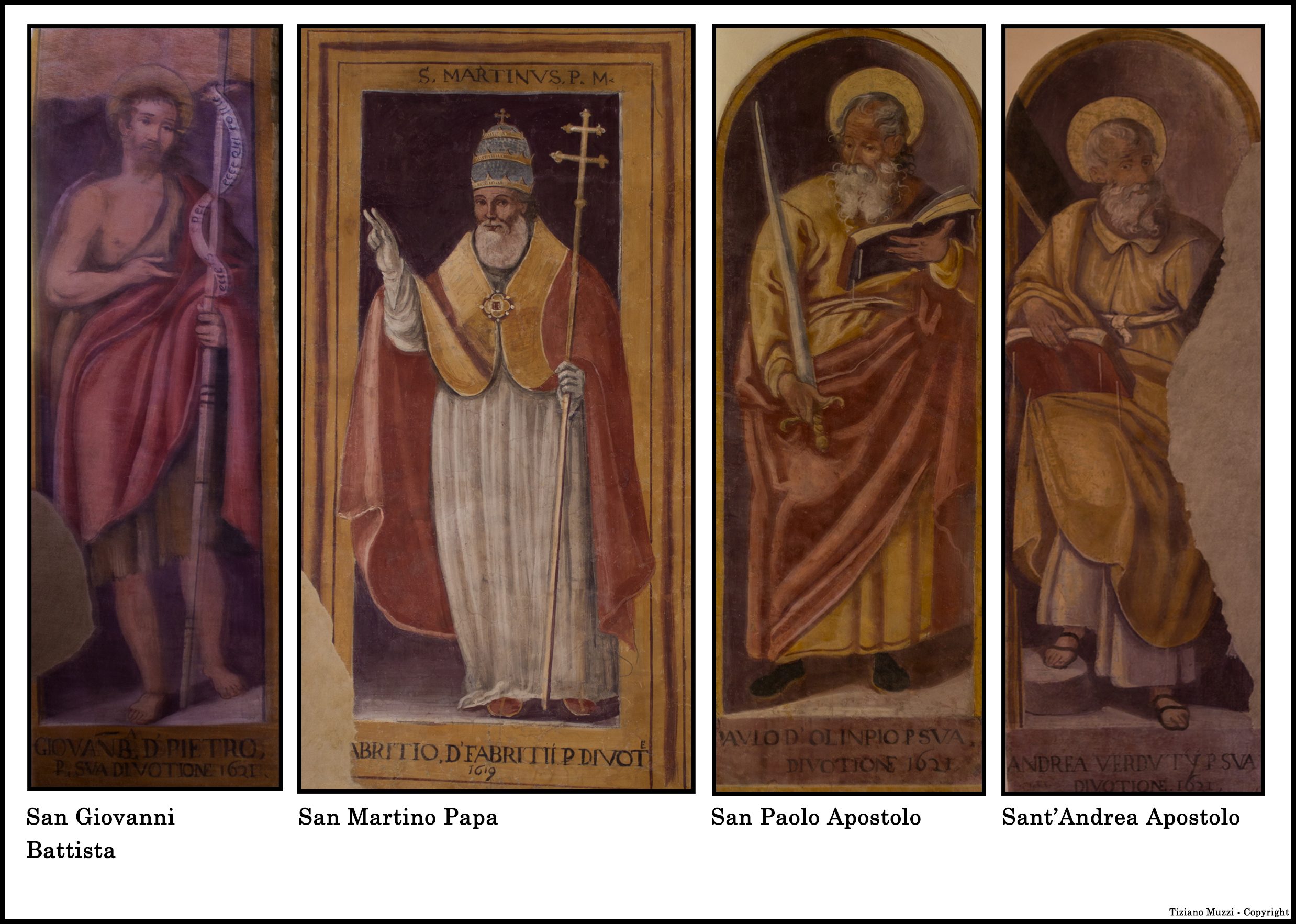
Gli affreschi seicenteschi di recente restaurati.

 Un altro grande e bell'affresco raffigurante l'Angelo Custode, che costituiva la pala dell'altare con questa dedica, è stato recuperato contemporaneamente agli affreschi dei santi. Sono inoltre presenti altre opere di minore valore. Da segnalare la presenza di molte lapidi incastonate nei muri. Tra queste degne di menzione alcune pietre con motivi a intreccio di epoca longobardo-carolingia, uno stemma dei Monaldeschi, e i resti della tomba di Benedetto di Ermanno Monaldeschi del Cervo. Quest'ultima venne riutilizzata nel 1430 come lapide della sepoltura dei resti del pastorello San Procolo.
Chiesa della Madonna del Poggio

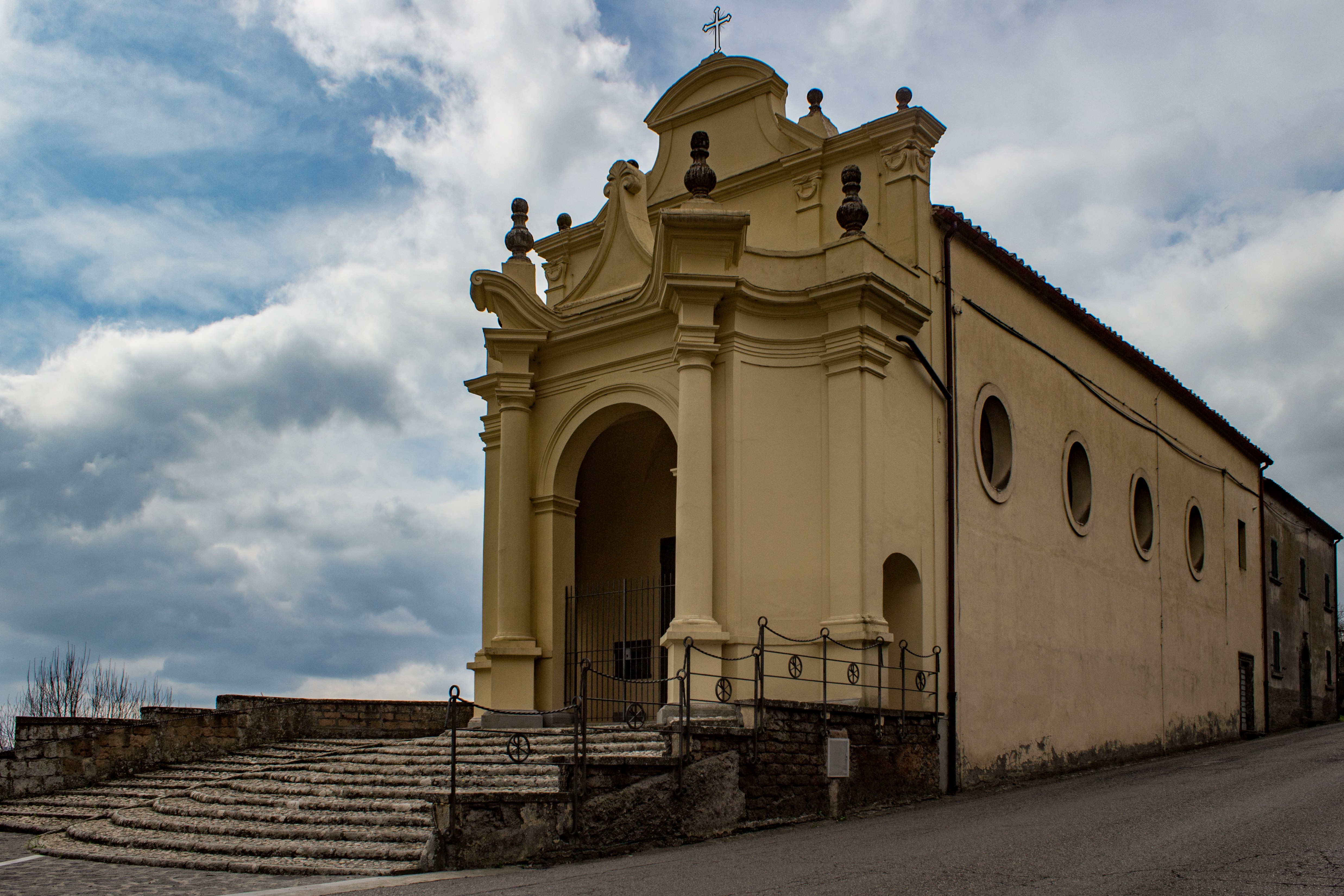
Veduta della chiesa della Madonna del Poggio.

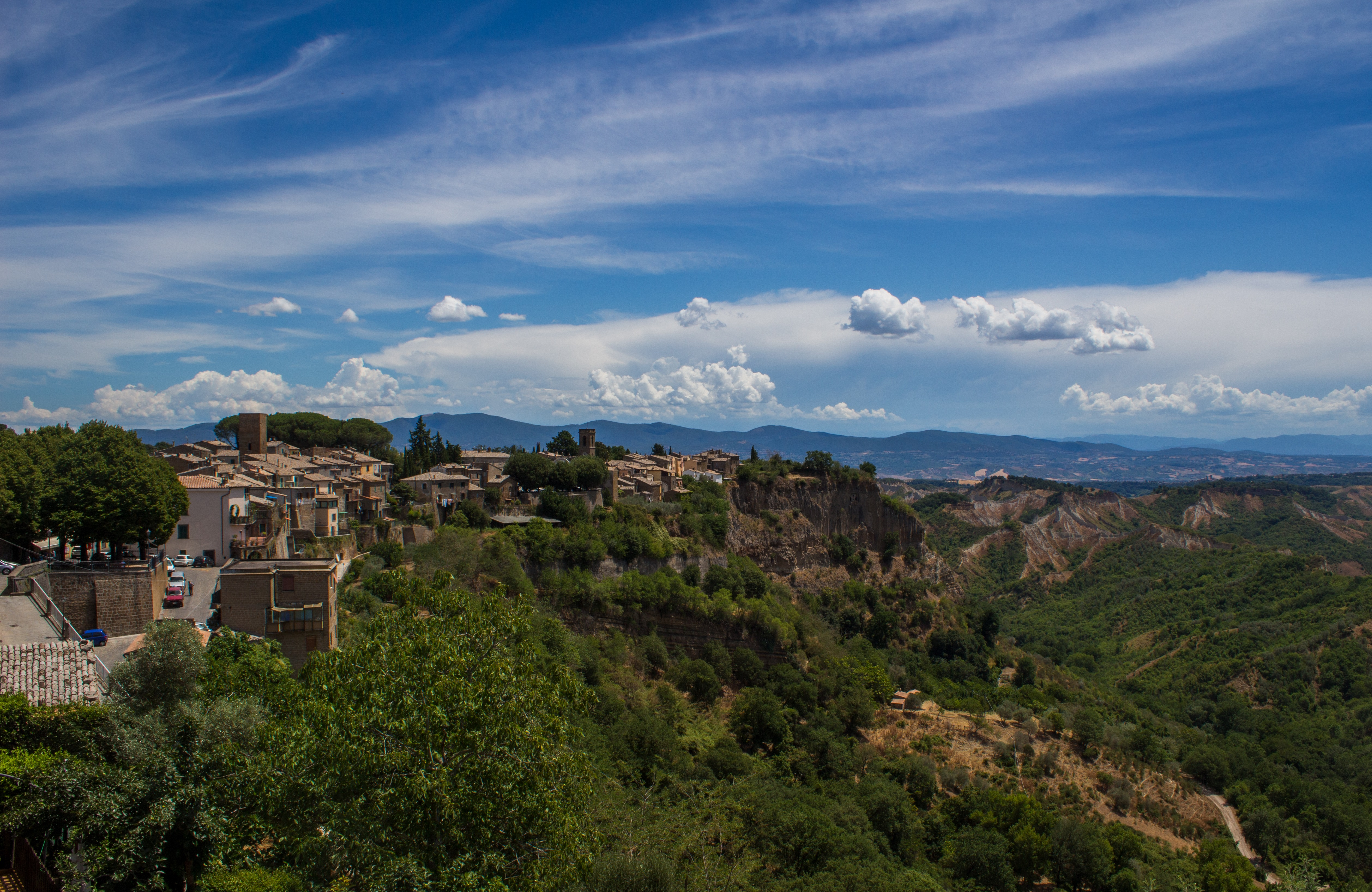
Panorama dalla chiesa della Madonna del Poggio.

Il santuario dedicato a Maria SS del Poggio, è situato poco prima dell'ingresso al centro storico del paese, ai piedi di un'altura che cinge a ovest l'antico nucleo urbano. I lubrianesi sono molto devoti e legati all'immagine sacra di Maria, dipinta sopra l'altare maggiore. Le origini del tempio mariano, risalgono al XVI secolo quando sul luogo venne eretta una cappellina in seguito a un evento miracoloso. Nel corso degli anni la devozione verso questo luogo crebbe sempre più, e dalla piccola cappella si passò a mano a mano a una costruzione sempre più ampia, e la sua custodia venne affidata alla confraternita del SS Rosario. Nel 1619 una certa Lionia, figlia di tal Agostino, fece dipingere l'attuale pala in affresco raffigurante la Madonna in trono con il bambino benedicente. Dal restauro eseguito sull'immagine negli anni '90 del secolo scorso è emerso che l'affresco venne eseguito riprendendo un'immagine più antica. Nel 1732, contemporaneamente ad altri lavori di ripristino realizzati anche nella chiesa di San Giovanni Battista e nel Palazzo Feudale, a seguito del rovinoso terremoto del 1695, il marchese Pompeo Bourbon del Monte e la sua consorte marchesa Anna Rosa Monaldeschi, insieme con il parroco don Paolo Proculo e ai generosissimi lubrianesi, decisero di ampliare la chiesa originaria. Su progetto dell'architetto Giovanni Battista Gazzale venne edificato l'attuale tempio in delicate e sontuose forme barocche. All'interno i lavori dell'altare maggiore e del fastoso baldacchino con gloria di angeli in stucco, che circonda l'immagine della vergine, venne affidato ai celebri artisti Pietro e Antonio Cremoni da Lugano.

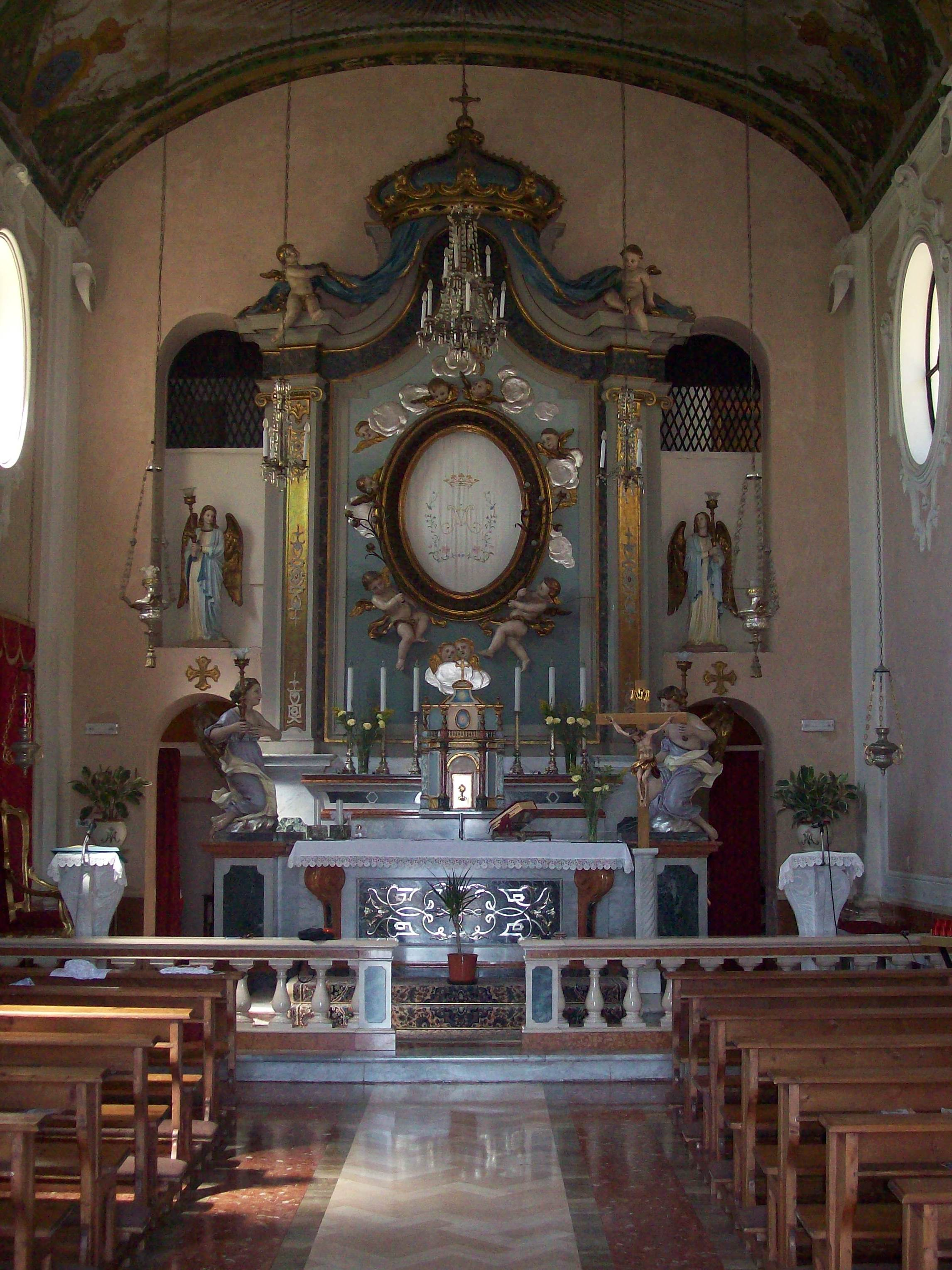
Chiesa della Madonna del Poggio veduta dell'interno.

La costruzione venne ultimata nel 1732 e il tempio venne consacrato nel 1760. La volta della chiesa venne affrescata con fastosi motivi floreali e simboli mariani, dall'autodidatta parroco don Guglielmo Manzotti. La sacra immagine è coperta da un telo che, azionato da una cordicella che corre all'interno del muro, si scopre durante le funzioni religiose. 

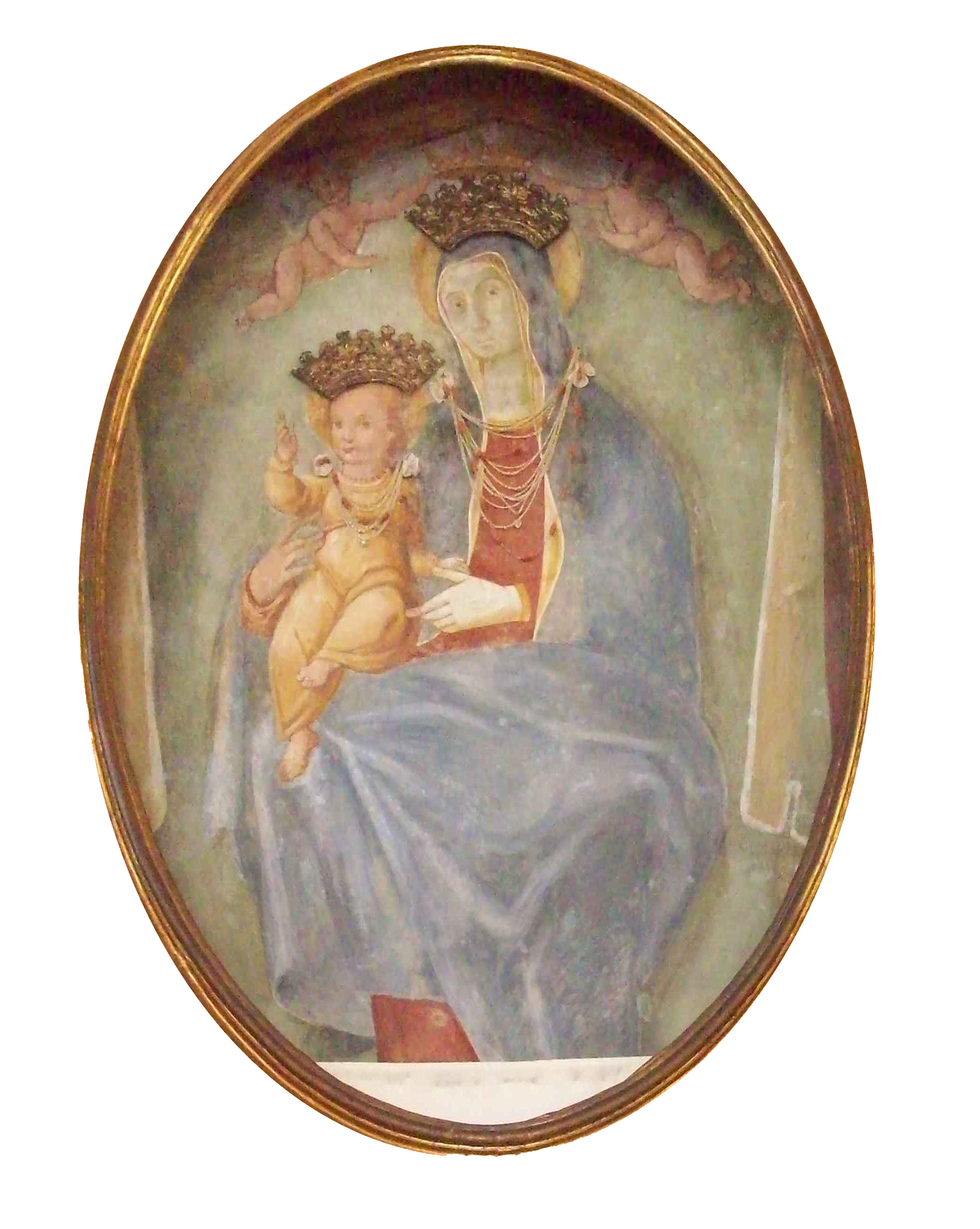
La Sacra immagine di Maria Santissima del Poggio.

L'ingresso è costituito da un pronao dalle elaborate forme barocche di colonne e volute. L'interno è a navata unica e una balaustra divide il presbiterio rialzato dal resto dell'ambiente. Sopra l'altare una pregevolissima opera in stucco con baldacchino e fastosa gloria di angeli incornicia l'immagine di Maria Santissima del Poggio. La volta è decorata con simboli mariani ed elementi vegetali in affresco e stucco. Dalla piazza antistante la chiesa, che si affaccia a balcone sulla sottostante vallata, si gode di un panorama stupendo e unico sul paese di Lubriano, su Civita di Bagnoregio e sulla Valle dei Calanchi. Lo sguardo arriva fino alla Valle del Tevere, e alle cime dei monti Amerini fino alle più alte vette dell'Appennino tra cui notevole il Monte Terminillo.

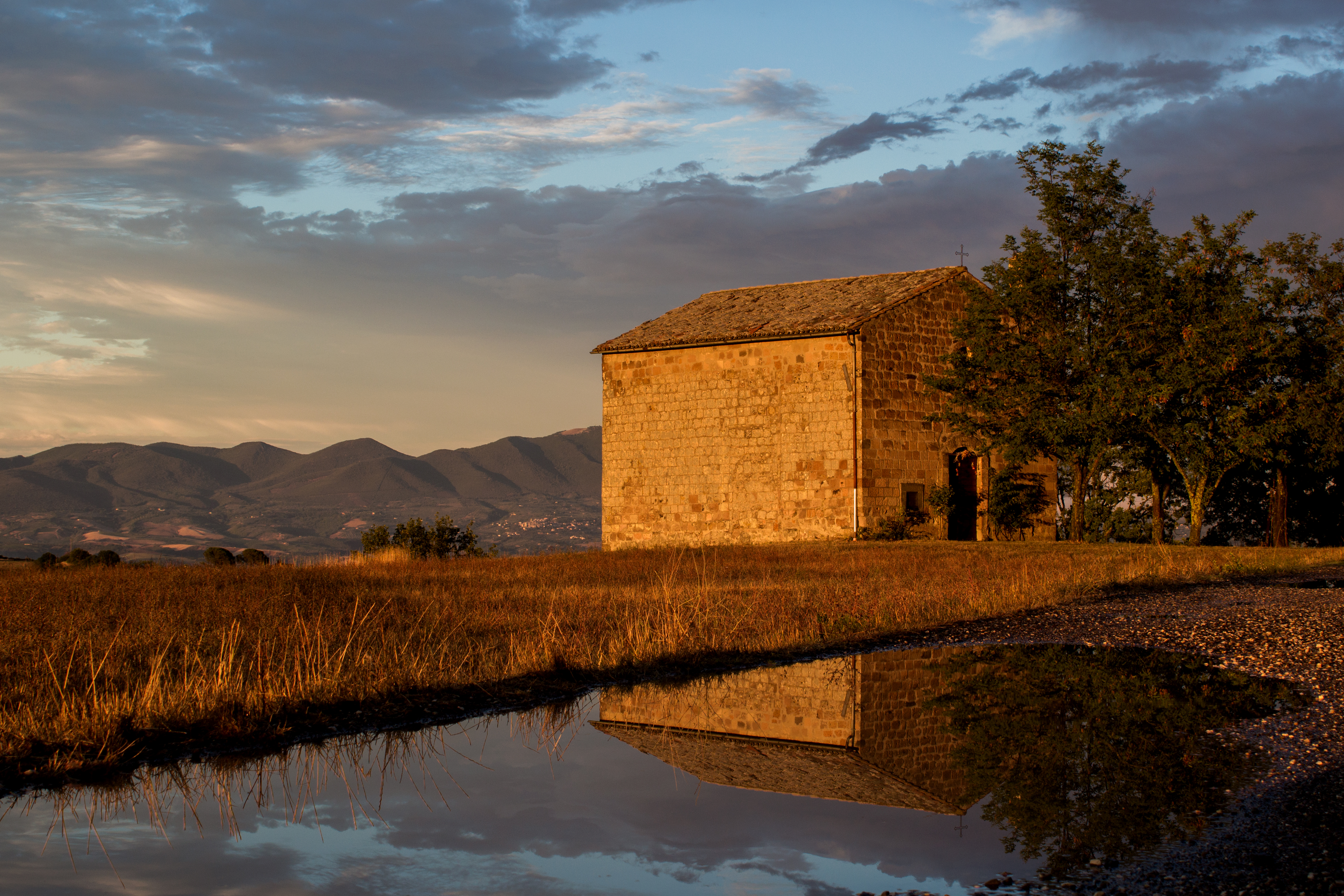
Veduta della chiesa di Santa Caterina in Silvis.

Chiesa di Santa Caterina in Silvis

A circa 5 km a est del centro abitato, su un'ariosa collina, circondata su tre lati da alti dirupi, sorge, vicino alla cinquecentesca Torre del Sole, la chiesa dedicata a Santa Caterina d'Alessandria, sotto il titolo di Santa Caterina in Silvis. Le prime notizie risalgono agli inizi del '500, anche se le origini della chiesa sono ben più antiche. L'elevazione a Parrocchia risalirebbe al 1576 quando venne distaccata dalla Parrocchia di Vaiano e le venne accorpata quella dei Santi Valeriano, Cecilia e Tiburzio. Altre notizie ci portano al secolo successivo, quando i parroci di Santa Caterina furono coinvolti in diverse cause con la famiglia orvietana dei Febei riguardo al possesso di alcuni terreni nei dintorni e sul terreno dove questi realizzarono la Torre del Sole. Alla fine degli anni '60 del secolo scorso la parrocchia di Santa Caterina venne soppressa e accorpata alla Parrocchia di San Giovanni Battista in Lubriano. La chiesa è di semplici forme. Un piccolo campanile a vela s'innalza sul lato destro della facciata. 

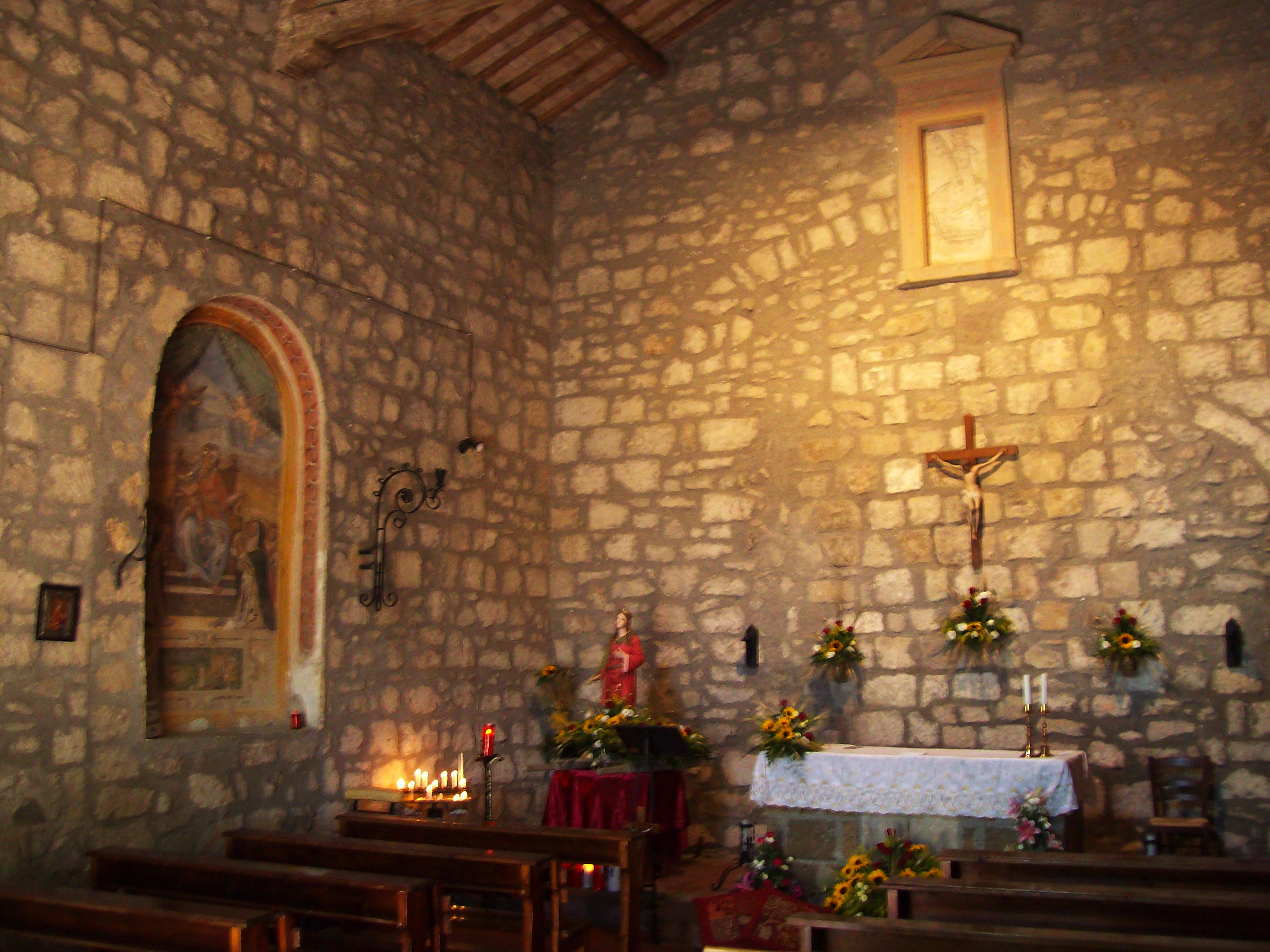
Interno della Chiesa di Santa Caterina.

 L'interno è a una navata con copertura poggiante su capriate in legno. Nelle pareti laterali, data la presenza su ciascuna di una grossa pala in affresco, molto probabilmente vi erano due altari. Nella parete destra, meridionale, troviamo un grande affresco raffigurante la Madonna con Bambino tra San Rocco e San Sebastiano datato 1560. Nella parete sinistra, ovvero quella settentrionale troviamo altra pittura rappresentante la Madonna del Rosario. Gli affreschi restaurati di recente sono di notevole interesse e bellezza. Sopra la parete retrostante l'altare maggiore troviamo, in una cornice in pietra, su intonaco bianco una raffigurazione incisa di Santa Caterina d'Alessandria, molto probabilmente base di un affresco mai terminato.
Chiesa di Santa Maria della Cava e annesso "ospitale"
Nel periodo medievale, sconosciuti, viandanti e pellegrini (numerosi data la vicinanza di Lubriano alle vie di pellegrinaggio verso Roma) erano costretti a pernottare fuori dalle mura dei paesi o castelli. Fuori dei centri abitati sorsero così degli "ospitali", spesso annessi a chiesine, con lo scopo appunto di accogliere forestieri e viandanti. A Lubriano, poco fuori della Porta Migliana, dove adesso si erge l'edificio scolastico, sorse nel 1200 circa, l'ospitale con annessa chiesina dedicata a Santa Maria in Monticelli, poi, dopo la realizzazione del fossato difensivo nel 1431, denominata Santa Maria della Cava. La chiesa era situata al piano terra di un unico fabbricato, al cui piano superiore erano posti i locali dell'annesso ospitale. I pochi documenti la descrivono affrescata con dipinti di notevole fattura, e munita di campaniletto a vela. Nel 1700 la chiesa e l'ospitale persero di importanza e vennero pian piano abbandonati, forse perché le strutture risultavano compromesse in seguito al rovinoso terremoto del 1695. Nel 1790 il curato di comune accordo con gli amministratori comunali, decisero di demolire la chiesa e con il materiale di risulta erigerne un'altra, presso la Porta Postierla, da dedicare a Sant'Antonio Abate. Lo spazio lasciato dall'edificio, di proprietà comunale venne dapprima concesso ai marchesi Bourbon del Monte quale area destinata ad asciugare piatti e vasellame della propria fabbrica, poi, agli inizi del 1900 venne prescelta per erigere l'edificio scolastico.
Altre chiese
- Chiesina rupestre e grotta di San Procolo
- Chiesa dei Santi Valeriano, Cecilia e Tiburzio
- Chiesa di Santa Maria Maddalena
- Chiesa di San Filippo Neri
- Chiesa di Sancta Maria ad Nives al Castelluzzo
- Chiesa di Santa Maria della Concezione.
- Chiesa e Monastero di Santa Maria in Suntina
- Chiesa e romitorio di San Lazzaro
- Chiesa del SS Crocefisso.

### Architetture civili
- Palazzo Monaldeschi (già Bourbon del Monte)
- Villa della Petrara
- Torre Medievale
- Teatro dei Calanchi
- Via delle Grotte di Pesca

### Architetture militari
- Castelluzzo
- Castello di Seppie
- Torre del Sole o di Santa Caterina
- Resti di Mura e Fortificazioni

### Altro
Fontana detta "La Pucciotta"

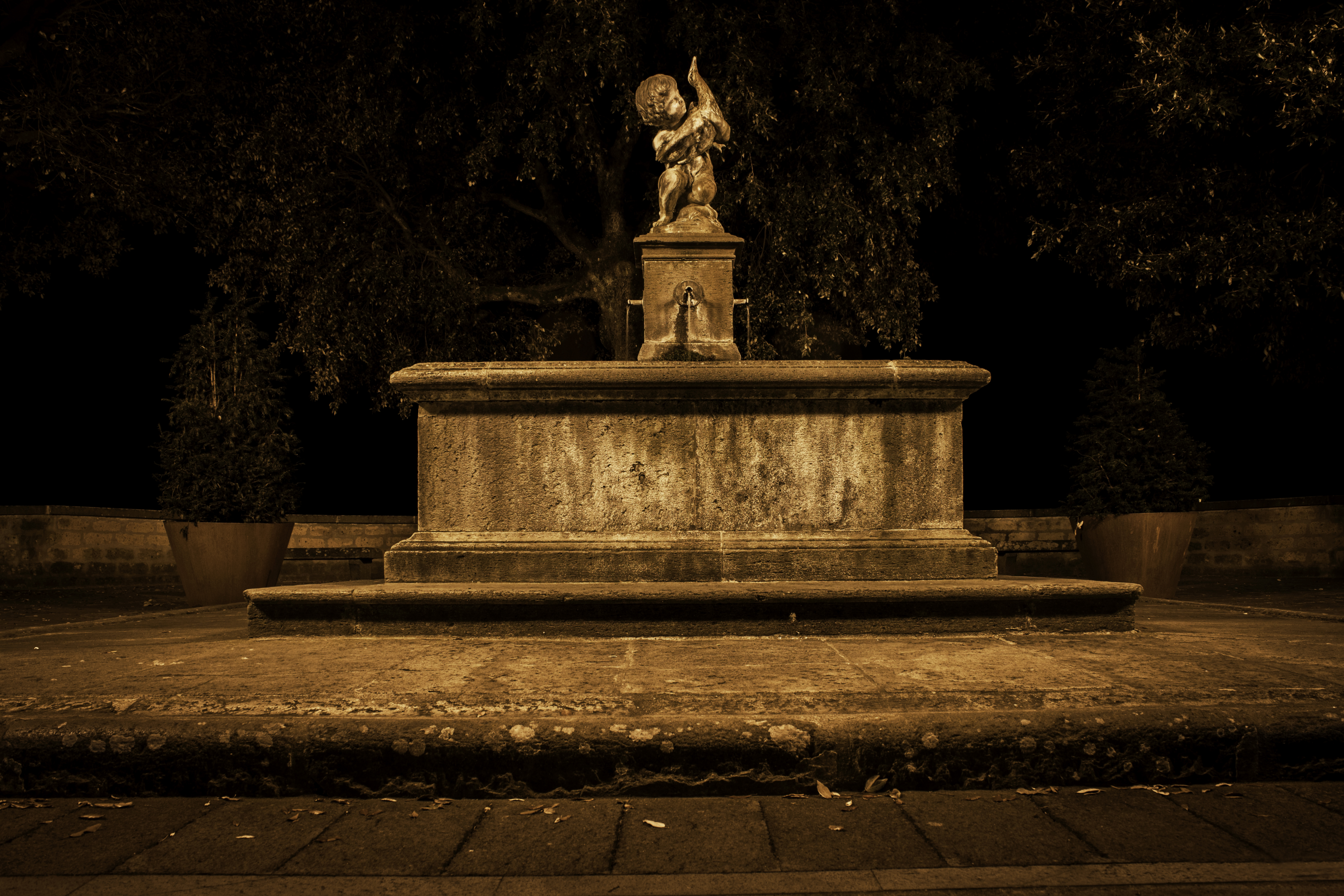
La fontana detta "La Pucciotta".

Al centro della piazza San Giovanni Battista si trova graziosa ed elegante la caratteristica fontana pubblica, chiamata curiosamente la “pucciotta”. Il termine pucciotto nel vernacolo lubrianese sta a significare un pupazzo o qualcosa di similare. La fontana consta di una vasca quadrata in basalto rialzata di un gradino rispetto alla piazza. Al centro di esso si erge un cippo sempre in basalto con tre cannelle. Sopra questo cippo è posata la statua in bronzo raffigurante un putto con in braccio un cigno dal cui becco esce uno zampillo d’acqua. Proprio questa statua è “la pucciotta” che dà il nome all’intera fontana. La fontana venne eretta nel 1905 per festeggiare l’arrivo dell’acqua in paese, pompata dalle sottostanti copiose sorgenti di Rigo. Molti aneddoti sono legati a questa figura, ormai diventata quasi un simbolo per i lubrianesi.

## Società

### Evoluzione demografica
Abitanti censiti

### Tradizioni e folclore
- Sant'Antonio Abate
- Madonna SS del Poggio
- Santa Caterina
- San Procolo

## Cultura

### Istruzione

#### Musei
- Museo Naturalistico e Percorso delle acque, dei fiori, dei frutti e delle erbe mangerecce.

## Economia
L'economia del territorio lubrianese si basa per lo più sull'agricoltura, con produzioni cerealicole, olio di oliva di ottima qualità e vini. Una notevole importanza riveste anche l'allevamento ovino e, in misura minore quello bovino. Discreta è anche la presenza di attività artigianali. Negli ultimi anni si è avuto un notevole incremento del flusso turistico e conseguentemente un aumento delle attività ad esso connesse.
Di seguito la tabella storica elaborata dall'Istat a tema Unità locali, intesa come numero di imprese attive, ed addetti, intesi come numero addetti delle unità locali delle imprese attive (valori medi annui).
|          | 2015                  |                              |                            |                |                       |                     | 2014                  |                | 2013                  |                |
| -------- | --------------------- | ---------------------------- | -------------------------- | -------------- | --------------------- | ------------------- | --------------------- | -------------- | --------------------- | -------------- |
|          | Numero imprese attive | % Provinciale Imprese attive | % Regionale Imprese attive | Numero addetti | % Provinciale Addetti | % Regionale Addetti | Numero imprese attive | Numero addetti | Numero imprese attive | Numero addetti |
| Lubriano | 69                    | 0,3                          | 0,02%                      | 96             | 0,16%                 | 0,01%               | 65                    | 116            | 67                    | 91             |
| Viterbo  | 23.371                |                              | 5,13%                      | 59.399         |                       | 3,86%               | 23.658                | 59.741         | 24.131                | 61.493         |
| Lazio    | 455.591               |                              |                            | 1.539.359      |                       |                     | 457.686               | 1.510.459      | 464.094               | 1.525.471      |

Nel 2015 le 69 imprese operanti nel territorio comunale, che rappresentavano lo 0,3% del totale provinciale (23.371 imprese attive), hanno occupato 96 addetti, lo 0,16% del dato provinciale (59.399 addetti); in media, ogni impresa nel 2015 ha occupato una persona (1,39).

## Amministrazione
Nel 1927, a seguito del riordino delle circoscrizioni provinciali stabilito dal regio decreto n. 1 del 2 gennaio 1927, per volontà del governo fascista, quando venne istituita la provincia di Viterbo, Lubriano passò dalla provincia di Roma a quella di Viterbo.
| Periodo | Periodo   | Primo cittadino    | Partito                     | Carica  | Note |
| ------- | --------- | ------------------ | --------------------------- | ------- | ---- |
| 2016    | in carica | Valentino Gasparri | Lista civica (Per Lubriano) | Sindaco |      |